# Újezdeček
Újezdeček je obec v okrese Teplice v Ústeckém kraji, necelé tři kilometry západně od centra Teplic. Žije v ní 875 obyvatel.

## Historie
První písemná zmínka o vesnici pochází z roku 1398.

## Obyvatelstvo
| Rok            | 1869 | 1880 | 1890  | 1900  | 1910  | 1921  | 1930  | 1950  | 1961  | 1970 | 1980 | 1991 | 2001 | 2011 | 2021 |
| -------------- | ---- | ---- | ----- | ----- | ----- | ----- | ----- | ----- | ----- | ---- | ---- | ---- | ---- | ---- | ---- |
| Počet obyvatel | 450  | 793  | 1 085 | 1 578 | 2 078 | 2 065 | 2 188 | 1 540 | 1 053 | 918  | 984  | 769  | 779  | 885  | 831  |
| Počet domů     | 48   | 59   | 76    | 106   | 111   | 123   | 172   | 202   | 116   | 112  | 116  | 118  | 125  | 139  | 141  |

## Hospodářství
Obec se v červnu 2023 dozvěděla, že v okolí osady Dukla byly prodány soukromé pozemky asi za miliardu korun firmě Geomet, která má v úmyslu na místě postavit závod na zpracování lithia. V prosinci 2023 firma Geomet prezentovala poprvé informaci, že ke zpracování lithia by se do lokality mělo ročně dovážet padesát tisíc tun kyseliny sírové.

## Společnost
V Újezdečku se nachází mateřská škola. Je na adrese Rohová 191 a ředitelkou je Blanka Šoufková. Za Újezdeček hraje druholigový fotbalový klub FK Újezdeček.